# 더 마블스
《더 마블스》(영어: The Marvels)는 2023년 개봉한 미국의 슈퍼히어로 영화이다. 니아 다코스타가 감독을 맡았으며, 2019년 영화 《캡틴 마블》의 후속 작품이다.

## 줄거리
'더 마블스'는 카롤 다너스가 크리 제국을 무너뜨리고, 그 결과 크리 행성이 황폐해지는 것을 보여주면서 시작된다. 30년 후, 크리의 새로운 지도자 다-벤은 우주를 여행하는 네트워크에 연결되는 신비로운 양자밴드를 발견하여 이용한다.
카롤 다너스와 모니카 램보가 각각 다른 양자밴드를 가지고 있는 카말라 한이 세 사람의 힘이 서로 연결되어 있음을 알게 되고, 그들의 능력 사용 시 위치가 바뀌는 것을 발견한다.
크리 제국과 스크루 제국의 평화 협정이 이뤄지려던 타르낙스 행성에서 일어나는 사건 속에서 세 사람은 다시 한번 함께 모여 '마블스'라는 팀을 결성한다. 다-벤의 계획은 카롤 다너스와 연결된 중요한 행성들을 파괴하여 크리 제국의 황폐화를 되살리는 것이었고, 마블스는 이를 막기 위해 전 세계로 나아가야 한다.
마지막으로 다-벤은 지구의 태양 에너지를 사용하려 하지만, 카말라와 카롤이 공동으로 힘을 합쳐 다-벤을 물리치고 우주의 안전을 확보한다. 이 과정에서 램보는 다른 차원으로 불어나가게 되고, 카말라는 새로운 영웅들과 함께 모여 더 큰 도전에 임하겠다는 의지를 보인다.

## 배역
- 브리 라슨 - 캐럴 댄버스 / 캡틴 마블 역
- 티오나 패리스 - 모니카 램보 역
- 이만 벨라니 - 카말라 칸 / 미즈 마블 역
- 재위 애슈턴 - 다-벤 역
- 박서준 - 얀 왕자 역
- 새뮤얼 L. 잭슨 - 닉 퓨리 역
- 러샤나 린치 - 마리아 램보 역
- 랜들 박 - 지미 우 역
- 지노비아 슈로프 - 무니바 칸 역
- 모한 카푸르 - 유수프 칸 역
- 사가르 셰이크 - 아미르 칸 역
- 대니얼 잉스 - 타이론 역
- 콜린 스톤리 - 팹톤 역
- 게리 루이스 - 드로게 황제 역